# فرودگاه بنی ملال
فرودگاه بنی ملال (عربی: مطار بني ملال) (یاتا: BEM – ایکائو: GMMD) یک فرودگاه داخلی است که در شهر بنی مال، مراکش واقع شده‌ است. این فرودگاه در مجموع ۱۷۰ هکتار است و این فرودگاه برای ورزش پرش با چتر نیز مورد استفاده قرار می‌گیرد.

## تاریخچه
این فرودگاه فقط برای ورزش پرش با چتر استفاده می‌شد و از سال ۲۰۱۴ پس از راه‌اندازی یک ترمینال هوایی پروازهای تجاری در سال ۲۰۱۴ در آن آغاز شد.
در تاریخ ۲۱ ژوئیه ۲۰۱۴، اولین پرواز تجاری متعلق به هواپیمایی پادشاهی مراکش، با حدود ۱۰۰ مسافر از مهاجرین مراکشی که از میلان، ایتالیا برای تعطیلات تابستانی به خاک وطن می‌آمدند انجام شد.

## ایستگاه هوایی
ظرفیت فرودگاه ۱۵۰٬۰۰۰ مسافر در سال، با پیشرفته‌ترین فناوری است که با استانداردهای کیفیت ایمنی، سلامتی و خدمات بین‌المللی مطابقت دارد و بهینه‌سازی مهندسی فضا به منظور دستیابی به بهترین سطح از پروازها برای مسافرین را دنبال می‌کند. این ایستگاه دارای یک سالن عمومی و یک ناحیه خروج از گمرک شامل سالن برای مهمانان برای دسترسی است.